# Evaporador de circulación natural

Principio de un evaporador de circulación natural.

En un evaporador de circulación natural se distribuyen una serie de tubos verticales de longitudes muy variables (calandria de tubos) dentro de una carcasa por donde circula vapor (u otro fluido caloportador). Cuando se calienta el producto, la propia evaporación de éste hace que vaya subiendo por el interior de los tubos (evaporación súbita que arrastra el líquido), mientras que por el exterior de los mismos condensa el vapor calefactor. 
Si el evaporador es de simple efecto o es el último de una serie de evaporadores de múltiple efecto, el vapor generado por la ebullición del producto ha de retirarse necesariamente, siendo habitual un sistema de condensador y bomba de vacío. Otras posibilidades como la termocompresión tienen aplicación en muchas industrias. El concentrado puede volver a introducirse como alimentación en otro evaporador si se requiere mayor concentración, o extraerlo del equipo como producto final.
- Datos: Q1515795